# 齊斯特湖 (達默-施普雷瓦爾德縣)
52°15′54″N 13°45′14″E / 52.26500°N 13.75389°E

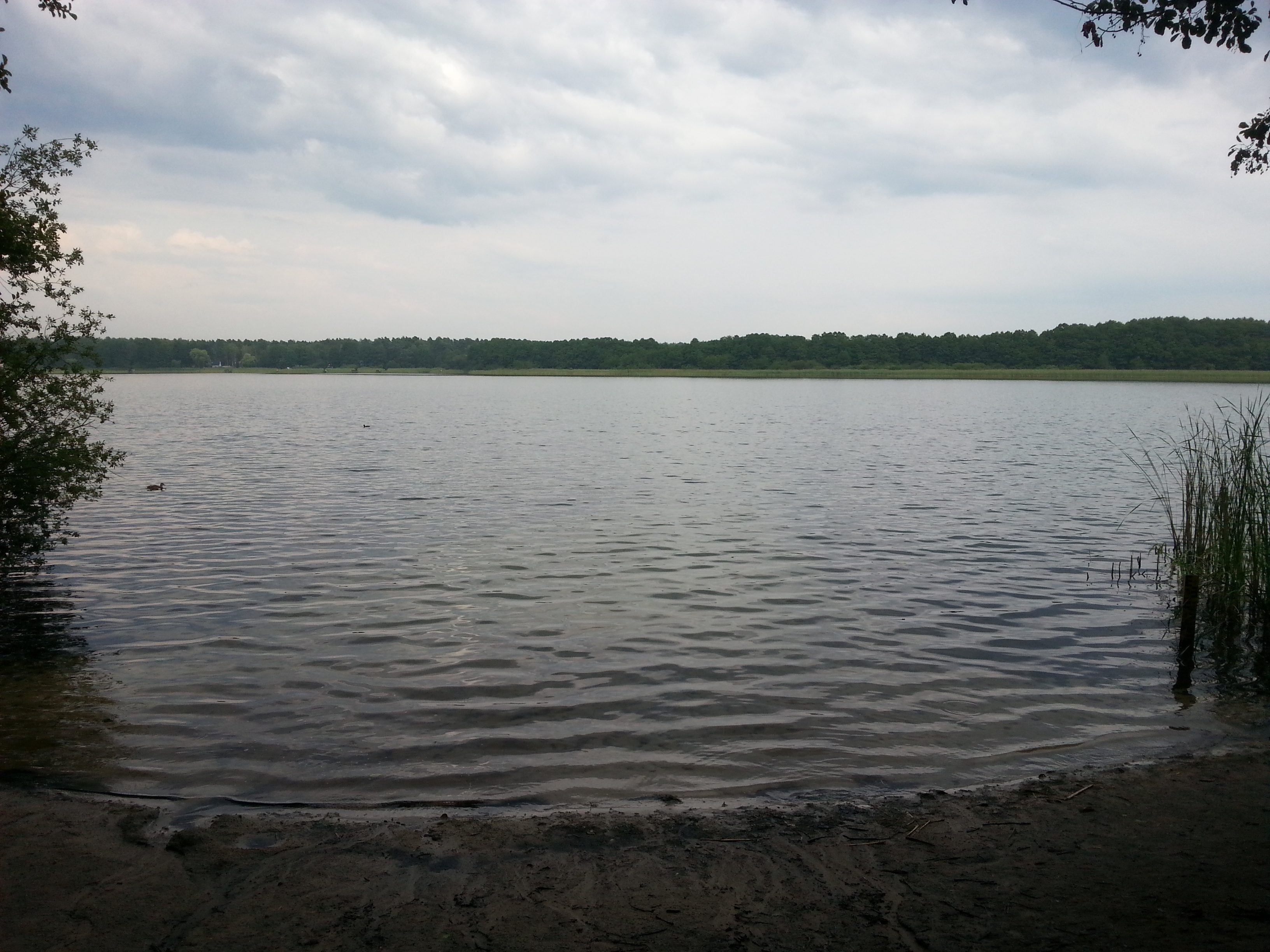

齊斯特湖（德語：Ziestsee），是德國的湖泊，位於該國西南部，由勃蘭登堡州負責管轄，處於達默-施普雷瓦爾德縣，長1公里、寬0.5公里，面積0.5平方公里，海拔高度35米。